# Dryopteris ruiziana
Dryopteris ruiziana là một loài dương xỉ trong họ Dryopteridaceae. Loài này được Klotzsch C. Chr. mô tả khoa học đầu tiên năm 1913.